# Blandiana
Blandiana je rumunská obec v župě Alba. Žije zde 818 obyvatel. Obec se skládá z pěti částí.

## Části obce
- Blandiana – 481 obyvatel
- Acmariu – 311 obyvatel
- Ibru
- Poieni – 4 obyvatel
- Răcătău – 22 obyvatel